# Nils Månsson (1586–1639)
Nils Månsson, född 12 april 1586 i Jönköping, död 30 april 1639 i Norrköping, var en svensk handelsborgmästare i Norrköping.

## Biografi
Nils Månsson föddes 1586 i Jönköping. Han var son till borgmästaren Måns Jönsson och Brita Nilsdotter i Jönköping. Nils Månsson var handelsman och borgare i Norrköpings stad. Han blev handelsborgmästare i Norrköping 5 juni 1638. Nils Månsson avled 1639 i Norrköping och begravdes i stadskyrkan.
Direktör för Söderländska kompaniet.

### Familj
Nils Månsson gifte sig 1610 med Christina Göransdotter (död 1611). Hon var dotter till borgmästaren Göran Larsson och Kerstin Henriksdotter i Norrköping.
Nils Månsson gifte sig andra gången 1616 med Elisabet Hård af Segerstad (död 1622). Hon var dotter till ståthållaren Olof Hård af Segerstad och Catharina Vogtin von Fronhausen. De fick tillsammans sonen diplomaten Magnus Durell (1617–1677).
Nils Månsson gifte sig tredje gången i januari 1626 med Margareta Crusebjörn (död 1658). Hon var dotter till landshövdingen Peter Kruse och Cecilia Rehn. De fick tillsammans barnen Peter Duréel (1628–1681), Johan Duréel (1630–1678) och Nils Duréel (död 1694).